# Mugen Motorsports
Mugen Motorsports (M-TEC Co., Ltd) (無限) je japonsko podjetje, ki ga je let 1973 Hirotoshi Honda, si ustanovitelja Honde Soichira Honda. Mugen pomeni brez omejitev, in je proizvajalec motorjev in ostalih delov v povezavi s Hondo. 
Med sezonama 1991 in 2000 je Mugen dobavljal motorje različnim moštvom Formule 1. Prvo zmago za motorje Mugen je v sezoni 1996 dosegel Olivier Panis na Veliki nagradi Monaka. V sezoni 1998 je moštvo Jordan Grand Prix na Veliki nagradi Belgije osvojilo dvojno zmago, Damon Hill pred Ralfom Schumacherjem. V sezoni 1999 je Heinz-Harald Frentzen z Jordanom dosegel še dve zmagi na Velikih nagradah Francije in Italije, po sezoni 2000 pa se je Mugen umaknil iz Formule 1.